# Madriu-Claror-Perafita-dalen
Madriu-Perafita-Claror-dalen giver et samlet billede af hvordan mennesker har brugt de meget spredte ressourcerne i Pyrenæerne det sidste årtusinde. Det dramatiske gletsjer-landskab med åbne græsgange og stejle træbeklædte dale dækker et areal på 4.247 ha, 9% af Andorras areal.